# Thelotrema nostalgicum
Thelotrema nostalgicum är en lavart som beskrevs av G. Salisb. Thelotrema nostalgicum ingår i släktet Thelotrema och familjen Graphidaceae.   Inga underarter finns listade i Catalogue of Life.